# Zanjã
Zanjã (em persa: زنجان; romaniz.:  Zanjan) é a capital da província de Zanjã, no Irã. Está a 1 638 metros de altitude e segundo censo de 2016, havia 430 871 habitantes.

## Historia
Handalá Mustaufi, o viajante e historiador iraniano, em seu livro afirma que Zanjã foi construída pelo xá Artaxer I, o primeiro do Império Sassânida e nomeada como "Xaim". Um momento importante na história da cidade foi em 1851 quando a cidade se tornou o centro de Babismo junto com Neriz e outras cidades. As forças do governo central capturaram a fortaleza Babi em Zanjã após longo cerco imposto sob ordem do grão-vizir Amir Cabir e mataram ou expulsaram os seguidores de Babe.

## Demografia
| Ano  | Habitantes |
| ---- | ---------- |
| 1900 | 20 000     |
| 1956 | 47 000     |
| 1966 | 59 000     |
| 1976 | 100 505    |
| 1986 | 214 982    |
| 1991 | 254 100    |
| 1996 | 286 295    |